# زيرو وينغ
زيرو وينغ (بالإنجليزية: Zero Wing)‏ (باليابانية: ゼロウィング) هي لعبة فيديو من تطوير ستوديو توابلان اليابانية، وصدرت في الأسواق سنة 1989 في اليابان وبقية أنحاء العالم، حيث أشتهرت اللعبة بالأخطاء الإملائية الفادحة باللغة الإنجليزية في افتتاحية اللعبة مثل عبارة (All your base are belong to us) أي جميع قواعدكم تحت سيطرتنا.

## المواقع الخارجية
- زيرو وينغ على موقع القائمة القاتلة لألعاب الفيديو
- Zero Wing at arcade-history